# Alfonso Aguilar Fernández de Córdoba
Alfonso Aguilar Fernández de Córdoba (Montilla, 21 de setembro de 1653 - Madrid, 19 de setembro de 1699) foi um cardeal do século XVIII

## Biografia
Nasceu em Montilla em 21 de setembro de 1653. Dos duques de Feria e dos marqueses de Priego. Segundo filho de Luis Fernández de Córdoba e Enríquez de Ribera, quinto duque de Feria e marquês de Priego, e Mariana Fernández de Córdoba. Irmão de Luis Fernández de Córdoba, sexto duque de Feria. Foi batizado com os nomes de Alonso (ou Alfonso) Francisco José Mateo. Seu sobrenome também está listado como Fernández de Córdoba y Figueroa; como Aguilar de Córdoba; e como Aguilar y Priego.
Estudou no Colégio Mayor de Cuenca , Salamanca; e na universidade daquela cidade.
Ordenado (nenhuma informação encontrada). Cânon dos capítulos catedrais de Córdoba e Toledo. Seu tio, Francisco Fernández de Córdoba y Pimentel, duque de Sessa, fez-lhe abade de Santa María del Rute , Ventas Blancas, La Rioja. Cavaleiro da Ordem de Alcántara em 1676. O rei Carlos II nomeou-o fiscal do Consejo de Órdenes . Promoção recusada a várias sedes episcopais.
Criado cardeal sacerdote no consistório de 22 de julho de 1697; com um breve apostólico de 3 de agosto de 1697, o papa enviou-lhe o barrete vermelho; ele nunca foi a Roma para receber o chapéu vermelho e o título. Grande Inquisidor da Espanha, 5 de setembro de 1699; nunca ocupou o cargo porque faleceu na mesma noite em que chegou a bula de sua nomeação.
Morreu em Madrid em 19 de setembro de 1699. Exposto e enterrado (nenhuma informação encontrada).